# Памятник Петру I (Таганрог)
Памятник Петру I  — памятник российскому императору Петру I Великому работы скульптора М. М. Антокольского, установленный в Таганроге в 1903 году. Последний сохранившийся полноразмерный экземпляр, отлитый под непосредственным руководством автора.
Относится к памятникам монументального искусства, входит в число объектов культурного наследия Российской Федерации под кодом 6110059000.

## Описание
Автор скульптурной части монумента — российский скульптор Марк Матвеевич Антокольский. Пьедестал выполнен одесским скульптором и владельцем художественно-бронзо-литейного завода Б. В. Эдуардсом, изготавливался недалеко от станции Казатин.
Высота бронзовой фигуры Петра I равна 3,44 метра, вес — 1232 кг. Пьедестал выполнен из гранита. Высота пьедестала 5,4 метра, вес около 13 тонн. На лицевой грани пьедестала памятника выполнена надпись:

Императору 

Петру I-му 

Таганрогъ 

1698 — 1898 г
Даты на пьедестале означают 200-летие Таганрога, в честь которого и был создан данный монумент.
Император Пётр изображён в мундире офицера Преображенского полка. Правой рукой Пётр опирается на трость. В его левой руке зажат эфес шпаги. На груди Петра, над сердцем — орден Андрея Первозванного. От правого плеча к левому бедру грудь императора перепоясывает орденская лента.
Памятник считается одним из самых запоминающихся памятников Ростовской области.
Таганрогский Памятник Петру I является последним сохранившимся «авторским» бронзовым монументом М. М. Антокольского, то есть монументом, отлитым под личным руководством автора.
Гипсовая модель монумента, отлитого Антокольским для Таганрога, в настоящий момент находится в коллекции Государственного Русского музея.

## История создания скульптуры
Над статуей Петра I, задуманной ещё в России, Антокольский работал в Риме. В 1871 году Антокольский писал В. В. Стасову, что занят эскизами статуи и уже начал делать для неё каркас. Ему же он писал в мае 1872 года: «Я теперь работаю хуже, чем лошадь: встаю в 6.30, работаю до часа, потом завтракаю и опять работаю пока светло. <…> Бывает время, когда я чувствую себя совсем уставшим и отупевшим, притом же у меня в мастерской воздух отвратительный». Антокольский никак не мог привыкнуть к итальянской глине, она была невязкой и распадалась в руках.
В процессе работы над скульптурой Антокольскому были нужны подробности костюма, копии гравюр с изображением Петра I. В. В. Стасов активно помогал другу и в этом: посылал ему фотографии портретов Петра в фас и профиль, предоставил возможность увести из костюмерной императорских театров мундир офицера Преображенского полка петровских времён. По просьбе В. В. Стасова художник Иван Крамской сделал для Антокольского рисунки головы Петра I с его маски в профиль и отправил их в Рим.
В 1872 году статуя была завершена, переведена в гипс (высота 2,5 м) и представлена в Москве на первой Политехнической выставке, организованной к 200-летнему юбилею со дня рождения Петра I. Эту работу он выслал в Санкт-Петербург. Сейчас она хранится в Научно-исследовательском музее Российской Академии художеств в Санкт-Петербурге. По другим данным, этот гипсовый экземпляр утрачен.
В памятнике воплотились характер царя-реформатора и эпоха подъёма России, «мужавшей с гением Петра». Работа академика тринадцать лет являлась в России лишь музейным экспонатом, перекочевав позже в Русский музей и Третьяковскую галерею, но долго не находила себе более широкого применения.

## История создания монумента в Таганроге
Увековечить в бронзе память основателя Таганрога императора Петра I городская общественность решила в канун 200-летия Таганрога, основанного в 1698 году. В комитете при городской управе рассматривались предлагаемые проекты памятников, а городская дума подготовила воззвание о сборе пожертвований. Вопрос о сооружении памятника Чехов постоянно обсуждал в переписке с членом городской управы П. Ф. Иордановым. Именно Иорданов в письме к А. П. Чехову обратил внимание на готовую статую Петра I работы М. М. Антокольского, добавив при этом: «мне кажется, что никакой конкурс не даст нам такой удивительной фигуры Петра… Мне кажется, что если это дело нам удастся, мы будем иметь лучший памятник Петру». Чехов встретился в Париже с двумя скульпторами, Леопольдом Бернштамом и Марком Антокольским, вёл с ними переговоры, а затем прислал в таганрогский комитет фотографии их скульптур.
Антон Павлович Чехов лично внёс пожертвование, а также привлекал к сбору средств на памятник уроженцев Таганрога И. Я. Павловского, П. А. Сергеенко, В. И. Зембулатова, А. М. Яковлева.

Этот памятник, лучше которого не дал бы Таганрогу даже всесветный конкурс, о лучшем даже мечтать нельзя. Около моря это будет и живописно, и величественно, и торжественно, не говоря уже о том, что статуя изображает настоящего Петра, и притом Великого, гениального, полного великих дум, сильного.
Дальнейшее излагаю по пунктам: 

1) Эта статуя была куплена Александром III и в настоящее время стоит в Петергофе. 

2) Антокольский говорит, что 20 тыс. достаточно. Гранитный пьедестал будет стоить около 5 — 6 тысяч приблизительно, бронза от 12 до 15 тысяч. Ант(окольский) надеется, что обойдется даже дешевле 20 тыс. 

3) Сколько возьмет сам Антокольский? По-видимому, ничего. 

4) Статуя имеет 3 арш. Для Таганрога, как говорит Ант.(окольский), её придется увеличить до 4 арш.; это для того, во-первых, чтобы не повторить петергофской статуи, и, во-вторых для того, чтобы монумент был солиднее. Увеличение в объёме обойдется дороже на 3 тыс. (но в общем не дороже 12 — 15 тыс.) 

5) Фотография будет выслана Вам на днях. 

За статую могут взять пошлину, около 1500 р. Придется похлопотать у Витте.
— А. П. Чехов — П. Ф. Иорданову, 28.04.1898
Бронзовая фигура императора была отлита в Париже, в бронзолитейной мастерской А. Грюе. Первая отливка скульптуры оказалась неудачной, и Антокольский забраковал её. Вторая получилась настолько удачной, что скульптор пришёл в восторг, и по этому поводу писал Иорданову: «Статуя вышла превосходной. В большем виде она лучше, чем в оригинале, по крайней мере, таковой она выглядит в мастерской. Отлита она также хорошо».

…при выборе места для памятника надо считаться также и с мнением художника. <…> Петр у Антокольского стоит лицом к морю, ветер дует на него с моря — это видно по его волосам, сюртуку; стало быть, если бы на совет был приглашен Антокольский, то он выбрал бы местность, откуда видно море, то есть крепость.
— А. П. Чехов — П. Ф. Иорданову
В день празднования 200-летия города, 12 сентября 1898 года, у ворот городского сада заложили фундамент для макета с установкой памятной доски. Был установлен в натуральную величину макет пьедестала и силуэт фигуры Петра I.
В 1901 году статую из Парижа перевезли по железной дороге в южный морской порт Марсель. Из Марселя её переправили пароходом «Деспина» в Феодосию.
21 июля 1901 года пароход «Мариетта», принадлежащий Ивану Константиновичу Диамантиди, прибыл с бронзовой статуей Петра I на Таганрогский рейд. Диамантиди доставил памятник императору бесплатно. Беспошлинно же, по распоряжению министра финансов России С. Ю. Витте, обошёлся и провоз статуи через границу. После выгрузки и приёмки, осуществлённой Иордановым, статую отправили на железнодорожный склад станции, где она и хранилась почти два года, до открытия памятника.
Торжественное открытие состоялось 14 мая 1903 года. Памятник был установлен посреди улицы Петровской, напротив входа в городской парк. Чехов не смог прибыть на церемонию открытия памятника. Возглавлял официальную делегацию гостей наказной атаман Области Войска Донского генерал-лейтенант К. Максимович. При открытии состоялся крестный ход, а также парад казачьих и артиллерийских подразделений.
В 1903 году историк П. П. Филевский написал: «Главная заслуга во всем этом принадлежит П. Ф. Иорданову, который, можно сказать, один вынес на своих плечах трудное дело — почти без денег создал памятник, и не убогий, а один из лучших в России. Громадную услугу в этом оказал Таганрогу верный гражданин города А. П. Чехов, через которого П. Ф. Иорданов сносился со скульптором Антокольским».

## Судьба памятника в Таганроге
14 мая 1903 года памятник был установлен посреди проезжей части улицы Петровской, напротив входа в городской парк.
В январе 1924 года фигура Петра I была снята с пьедестала и установлена в вестибюле городской библиотеки им. А. П. Чехова. А уже в 1925 году на пьедестале памятника Петру I была установлена фигура В.И. Ленина (скульптор В. В. Козлов). Эти метаморфозы были предопределены как смертью Ленина 21 января 1924 года, так и декретом СНК РСФСР «О снятии памятников, воздвигнутых в честь царей и их слуг, и выработке проектов памятников Российской Социалистической Революции» от 14 апреля 1918 года. Среди установленных декретом мероприятий значилось снятие памятников, «воздвигнутых в честь царей и их слуг». Фигура Ленина была несоизмеримо мала по сравнению с постаментом, что придавало всей конструкции достаточно комичный эффект.
В 1927 году памятник из библиотеки перенесли в помещение естественно-исторического отдела городского краеведческого музея, который располагался в то время в бывшем доме П. М. Шедеви (ул. Чехова 56). В марте 1932 года памятник спас от уничтожения назначенный в Таганрог первым секретарём горкома партии Степан Варданиан. В первые же дни пребывания Варданиана в Таганроге к нему в гостиницу пришла группа коммунистов с просьбой спасти от уничтожения памятник Петру I. Городские власти во исполнение столичного указа уже разрезали памятник Александру I работы Мартоса «для нужд таганрогской промышленности», и теперь настал черёд Петра. Варданиан связался с Москвой и смог получить разрешение памятник не трогать.
3 октября 1940 года памятник Петру I с разрешения Министерства культуры РСФСР был установлен на оконечности мыса, на Приморском бульваре, напротив порта. Вместо первоначальной надписи на постаменте была установлена доска с текстом «Основателю Таганрога Петру I».
В 1943 году, во время оккупации города, памятник Петру был перенесён немецкими властями к главному входу городского парка и 18 июля при большом стечении народа торжественно открыт на невысоком постаменте.
После освобождения города памятник был демонтирован и вновь размещён в вестибюле городской библиотеки им. А. П. Чехова.
Затем скульптуру перенесли в краеведческий музей, располагавшийся во Дворце Алфераки и установили на лестничной площадке парадного входа.
В 1948 году, к 250-летию Таганрога, памятник был снова перенесён к морю — на место довоенной установки на сохранившемся пьедестале.
В 1958 году монумент был перенесён на новый фундамент, устроенный в небольшом отдалении от довоенного, поскольку в старом были обнаружены дефекты. На этом месте памятник находится и по сей день.
В 1978 году московские реставраторы залечили многочисленные «раны» на пьедестале, возникшие в результате многократных перемещений памятника. Саму скульптуру сняли и отправили на реставрацию в Ленинград. Был изготовлен новый фундамент, поскольку старый пришёл в негодность и не соответствовал весогабаритным параметрам монумента. Работы по реконструкции были завершены в ноябре 1980 года.
В 2008—2009 годах, в рамках подготовки Таганрога к чеховским юбилейным торжествам, были проведены масштабные работы по благоустройству территории, прилегающей к памятнику. Стилизованные «бастионы» облицевали гранитными плитами, чугунные тумбы, удерживающие якорные цепи, установили на гранитные «подушки», выложили гранитным поребриком цветник вокруг памятника. Часть площади вокруг монумента вымостили гранитной брусчаткой.
Согласно исследованиям таганрогского краеведа М. С. Киричек, проведённым в 2012 году, памятник Петру I переносили с места на место в Таганроге 12 раз.
У памятника Петру I проводятся городские митинги, возложения цветов, различные торжественные мероприятия. Ежегодно мэр Таганрога проводит у памятника митинг, посвящённый Дню России.

## Известные копии скульптуры
- Петергоф, 1884. Утрачен. Памятник Петру I работы М. М. Антокольского был установлен в Нижнем парке Петергофа в 1884 году, на пересечении Монплезирской аллеи и Марлинской перспективы. Высота скульптуры — 3 м.[26] (по другим данным — 2,32 м[10]), высота постамента — 3,1 м. Скульптура отлита в бронзе, постамент — гранит пютерлахский, красный, полированный. Архитектор — Э. Л. Ган[27]. В годы Великой Отечественной войны оккупанты похитили статую Петра I[26]. В 1957 году скульптура была вновь отлита на заводе «Монументскульптура» по сохранившейся авторской модели[26].
- Таганрог, 1900. Открыт в 1903 году. Единственный сохранившийся экземпляр, отлитый под авторским надзором М. М. Антокольского.
- Шлиссельбург, 1903. Утрачен. Открыт в 1903 году[28]. В Шлиссельбурге у пристани в 1957 году[29] был открыт памятник Петру I (скульптура М. М. Антокольского, постамент — ?), установленный в честь 250-летия основания Санкт-Петербурга[29]. Считается первым памятником императору Петру I, открытому в СССР[30]. Состояние памятника неудовлетворительное. Утрачены большая часть трости и часть шпаги императора. Ограду памятника из гранитных тумб с цепями «национализировала» частная автостоянка, открытая поблизости[30].

- Санкт-Петербург, 1909 (2003). Аналогичный петергофскому памятник расположен в Санкт-Петербурге возле Сампсониевского собора. Памятник установлен в 1909 году, когда Российская империя отмечала 200-летие Полтавской победы. Торжества завершились открытием напротив колокольни Сампсониевского собора памятника Петру Великому работы М. М. Антокольского. Пьедестал — работы архитектора Н. Е. Лансере. Скульптура находилась на постаменте до 1929 года. Под предлогом реконструкции и расширения проезжей части проспекта, названного именем Карла Маркса, памятник был разобран. Скульптура с 1938 года[28] находится в фондах Государственной Третьяковской галереи[31]. К 300-летию Санкт-Петербурга в 2003 году памятник восстановлен с авторской модели, хранящейся в Научно-исследовательском музее Российской Академии художеств, по инициативе Музея-памятника «Исаакиевский собор» (Сампсониевский собор является его филиалом)[31]. Памятник был отлит в литейной мастерской при Санкт-Петербургском государственном политехническом университете.
- Санкт-Петербург, 1910. Бронзовая копия скульптуры М. М. Антокольского была установлена 13 мая 1910 года на Кирочной улице Санкт-Петербурга в сквере перед зданием полкового госпиталя Преображенского полка, в память о капитан-бомбардире и полковнике Лейб-Гвардии Преображенского Полка. На постаменте с лицевой стороны начертано «Державному основателю преображенцы», на боковых гранях — «Потом трудов моих создал я вас» и «При Полтавской баталии сражался я с полком моим, лично был в великом огне». В 1930 году памятник был передан на хранение в ленинградский Центральный военно-морской музей, где он и находится в настоящий момент[32].
- Архангельск, 1914. Копия памятника установлена и официально открыта в 1914 году в Петровском парке Архангельска[33]. Является уменьшенной копией памятника Петру I в Таганроге, отлитой уже после смерти автора. Высота скульптуры — 2,5 м[34]. Этот памятник изображён на банкнотах Банка России 500 000 рублей образца 1995 года и 500 рублей образца 1997 года и модификаций 2001 и 2004 годов.
- Государственная Третьяковская галерея[12]. Бронза. Этот экземпляр ранее был установлен в Санкт-Петербурге, напротив колокольни Сампсониевского собора[31], и демонтирован в 1929 году. Скульптура М. М. Антокольского была куплена Третьяковской галереей в 1940 году у Управления Государственных резервов[35]. Также в ГТГ хранится маленькая, кабинетного формата бронзовая копия «Петра I»[36]. Этот экземпляр выставлялся на проведённой в ноябре 2011 года в ГТГ выставке Марка Антокольского[36][37]
- Дербент. Памятник установлен на территории музейного комплекса Домик Петра Первого[38].
- В 2009 году умельцы рижской ювелирной фабрики Gemmi создали 15-сантиметровую серебряную фигуру императора Петра I, взяв за основу знаменитую работу Антокольского[39].
- 13 апреля 2011 года на аукционе «Кристис» в Нью-Йорке бронзовая скульптура «Петр I» высотой 78,7 см Марка Антокольского (лот 284) была продана покупателю из Европы за рекордную сумму 254 500 долларов при эстимейте 100 000—150 000 долларов[40]. На скульптуре имеется подпись «Antocolsky» и марка литейного завода «F. Barbedienne, fondeur».
- В 2013 году на аукционе № 12 (41) «Русская живопись и графика XIX—XX веков» московского аукционного дома «Кабинетъ» была выставлена настольная бронзовая скульптура «Петр I» 47,2 х 19 х 19 см (Бронза, литье, чеканка, патинирование; яшма, точение, полировка. Отливка фабрики Ф. Барбединни) с эстимейтом 1 600 000 — 2 000 000 рублей[41].

## Известные модели скульптуры
- Государственный Русский музей[12]. Бронза[12]. Эту скульптуру у Антокольского для будущего Русского музея приобрёл сам Император Александр III[42]. По данным самого Русского музея — это модель 1900 года (тонированный гипс), и, разумеется, в этом случае приобрести её Александр III не мог[6]. По данной модели была отлита скульптура для Таганрога[6].
- Научно-исследовательский музей Российской Академии художеств. Гипсовая модель статуи Петра I, созданная М. М. Антокольским в Риме в 1872 году[43].

## Изображение Петра I работы М. Антокольского — на российских деньгах
Впервые в России на государственных ценных бумагах изображение Петра I, выполненное с памятника М. Антокольского, появилось в 1898 году. Это был Государственный кредитный билет номиналом в 500 рублей. Остроумным способом Антокольский обратил внимание министра финансов С. Ю. Витте на вопрос неурегулированности их отношений в части авторских прав. В марте 1900 года Антокольский написал Витте из Парижа: «… Будучи недавно в Петербурге, мне случилось видеть новые пятисотрублевые кредитные билеты с изображением портрета императора Петра I со статуи моей работы. Я был очень польщён такой честью, которая редко выпадает художникам при их жизни. Но так как обыкновенно издатели имеют любезность посылать автору известное количество экземпляров, то не будет ли ваше высокопревосходительство столь милостивы сделать распоряжение об оказании и мне подобной же любезности, которою были бы очень довольны мои кредиторы, да и я не меньше…». Министр финансов отдал распоряжение директору Экспедиции заготовления государственных бумаг князю Б. Б. Голицыну о выделении Антокольскому четырёх кредитных билетов пятисотрублёвого достоинства. Кредитный билет 500 рублей выпускался до 1912 года.
В 1995 году Центробанком РФ была выпущена купюра номиналом 500 тысяч рублей (с 1998 года — 500 рублей) с изображением архангельского памятника Петру I. Мэр Таганрога Сергей Шило после выпуска этой купюры с изображением памятника Петру I пытался добиться от Центрального банка Российской Федерации материальной компенсации для Таганрога, настаивая на том, что в Архангельске стоит лишь копия таганрогского монумента Петру. На гневное письмо мэра в Центробанк был вынужден отвечать главный художник Гознака Игорь Крылков.
- Банкноты России с изображением Петра I работы Антокольского
- Банкнота России в 500 рублей 1898 года.
- Банкнота России в 500000 рублей 1995 года
- Банкнота России в 500 рублей 1998 года

## Галерея
- Первоначальный вид памятника Петру I (1903—1916)
- Первоначальный вид памятника Петру I (1907)
- Первоначальный вид памятника Петру I (1903—1916)
- Памятник Петру I во время оккупации (апрель 1943[23])
- Немецкие оккупационные власти Таганрога открывают памятник Петру I (1943)
- Памятник Петру I (2010)
- Памятник Петру I (2011)